# منتخب الفلبين تحت 17 سنة لكرة القدم
منتخب الفلبين تحت 17 سنة لكرة القدم (بالإنجليزية: Philippines national under-17 football team) هو ممثل الفلبين الرسمي في المنافسات الدولية في في فئة كرة قدم تحت عمر 17 سن للشباب، يديريه اتحاد الفلبين لكرة القدم.